# Propréteur
On appelle propréteur celui qui a exercé la charge de préteur pendant un an, et plus tard, celui qui dirige les provinces avec l’autorité de préteur. Il s'agit d'une prorogation de son pouvoir, c'est une promagistrature.
Sous la République romaine, les préteurs, comme les consuls, sont élus par le peuple romain assemblé en comices ; à l'issue de leur charge, ils peuvent devenir propréteurs, ou gouverneurs, de provinces, pour un mandat d'un an. On retrouve le premier propréteur en 241 av. J.-C., et la fonction se généralise les deux siècles suivants, jusqu'à ce que Sylla rende obligatoire aux anciens magistrats ayant eu l'imperium de servir dans une province comme gouverneur pour un an.
À la suite de la réorganisation provinciale au début de l'Empire, chaque province impériale est dirigée par un légat d'Auguste propréteur qui est sous l'autorité proconsulaire de l'empereur. Il porte ce titre, qu'il soit ancien consul ou ancien préteur. La durée du mandat est variable.